# 2702 Батраков
2702 Батраков (2702 Batrakov) — астероїд головного поясу, відкритий 26 вересня 1978 року.

Тіссеранів параметр щодо Юпітера — 3,135.